# Santa Luz
Santa Luz là một đô thị thuộc bang Piauí, Brasil. Đô thị này có diện tích 1186,831 km², dân số năm 2007 là 5283 người, mật độ 4,45 người/km².